# Затеев, Николай Владимирович
Никола́й Влади́мирович Зате́ев (30 июня 1926, Нижний Новгород — 28 августа 1998, Москва) — советский морской офицер, первый командир подводной лодки К-19.

## Биография
Родился в Нижнем Новгороде. В 1943 году был призван в Красную Армию. Окончил Бакинское военно-морское подготовительное училище. В 1948 году окончил штурманский факультет Ленинградского высшего военно-морского училища имени Фрунзе.
Ещё в ходе учёбы познакомился с будущей женой Антониной. Вскоре после окончания училища у них родилась дочь Ирина.
Службу нёс на Черноморском флоте, где на подводной лодке служил сначала командиром рулевой группы, затем командиром БЧ-1, помощником, а затем и старшим помощником.
После окончания Ленинградских высших офицерских классов командиров подводных лодок в 1954 году получил под своё командование подводную лодку. За отлично проведённые стрельбы приказом Министра обороны СССР Георгия Жукова получил досрочное звание.
В 1958 году переведён на Северный флот, где получил под командование «К-19» — первую советскую атомную подводную лодку с баллистическими ракетами.

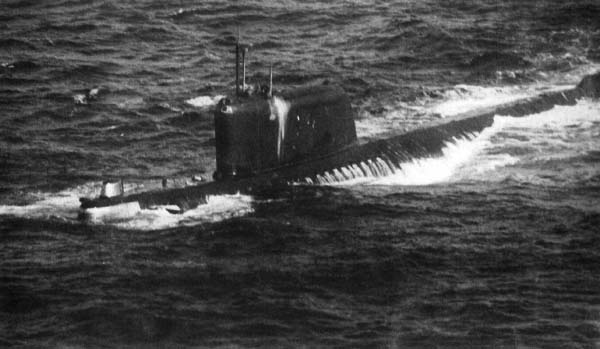
K-19

## К-19
4 июля 1961 года во время боевого дежурства на К-19 произошла авария. Произошёл разрыв импульсной трубки в первом контуре ядерного реактора лодки, реактор был аварийно остановлен, начала ухудшаться радиационная обстановка в реакторном отсеке.
На ПЛ вышла из строя связь. Экипаж решил самостоятельно устранить аварию. После нескольких неудачных действий экипажа, ввиду опасений, что активная зона реактора перегреется и разрушится, был разработан план создания не предусмотренного конструкцией реактора дополнительного трубопровода, позволившего бы подвести к активной зоне охлаждающей воды из дополнительных баков. Такая работа потребовала проведения сварочных работ на крышке реактора. Уровень радиации на лодке постоянно рос, лодка могла передвигаться только с помощью второго реактора. Моряки смонтировали нештатную систему проливки реактора холодной водой и запустили её, что и привело к разрушению активной зоны и резкому росту радиоактивности, приведшему к переоблучению экипажа.
Экипаж был эвакуирован на подоспевшую дизельную подводную лодку, а К-19 была отбуксирована в порт. От лучевой болезни в течение только двух недель после аварии скончалось 8 человек.
После расследования обстоятельств аварии была выявлена причина аварии и ошибки экипажа, приведшие к тяжелейшим последствиям.
Часть экипажа, в том числе и командир Николай Затеев, были награждены орденами за мужество и героизм при устранении аварии. Подробности об аварии были засекречены и даже лечившиеся от лучевой болезни подводники получили «секретный» диагноз «астеновегетативный синдром».

## Дальнейшая служба
Николай Затеев больше никогда не командовал подводной лодкой. После прохождения курса лечения лучевой болезни он был назначен заместителем командира дивизии подводных лодок.
В 1962—1965 годах Затеев проходил обучение в Ленинградской военно-морской академии, по окончании которой был назначен заместителем начальника отдела в одной из частей ВМФ в Ленинграде. В 1966 году был назначен старшим офицером службы боевой подготовки ВМФ в Москве.
В 1972 году переведён на должность уполномоченного представителя Комиссии государственной приёмки кораблей ВМФ.
В 1986 году уволен в запас.
С 1990 года принимал активное участие в создании и деятельности Комитета ветеранов подразделений особого риска РФ. Именно Николай Затеев впервые публично рассказал об произошедшей аварии и передал в комитет имена подводников, ликвидировавших аварию для оформления наград и документов. Он восстановил потерянные связи с участниками тех событий.
Скончался в 1998 году после тяжёлой болезни (рак лёгких). Похоронен на Кузьминском кладбище Москвы рядом с могилами пятерых членов экипажа К-19, похороненных там же в июле 1961 года.

## Награды
- Орден Красного Знамени — 9 августа 1961
- Орден «За службу Родине в Вооружённых Силах СССР» — 1981 год
- Орден «За личное мужество» — 1988
- Медаль «За боевые заслуги» — 1953 — за выслугу лет
- Медаль «За победу над Германией в Великой Отечественной войне 1941-1945 гг.» — 1945

## Память
25 июля 2004 года в Нижнем Новгороде по адресу, где некогда жил Николай Затеев, была установлена мемориальная доска на доме ул. Ошарская, 14.
В фильме «К-19: Оставляющая вдов», который снят по событиям 4 июля 1961 года, роль капитана Затеева (под именем Алексей Востриков) исполнил Харрисон Форд. По воспоминаниям дочери, однажды Николай Затеев, увидев Харрисона Форда в одном из фильмов, сказал: «Запомни, Ирина, когда будут снимать фильм про нашу лодку, этот актёр будет играть меня».
В 2006 году Михаил Горбачёв выдвинул оставшихся в живых членов первого экипажа К-19 на получение Нобелевской премии мира — за то, что военные моряки ценой собственной жизни предотвратили новую мировую войну и экологическую катастрофу. На 1 февраля 2006 года в живых оставалось 56 человек из 139 бывших на борту.